# مسیه ۲۵

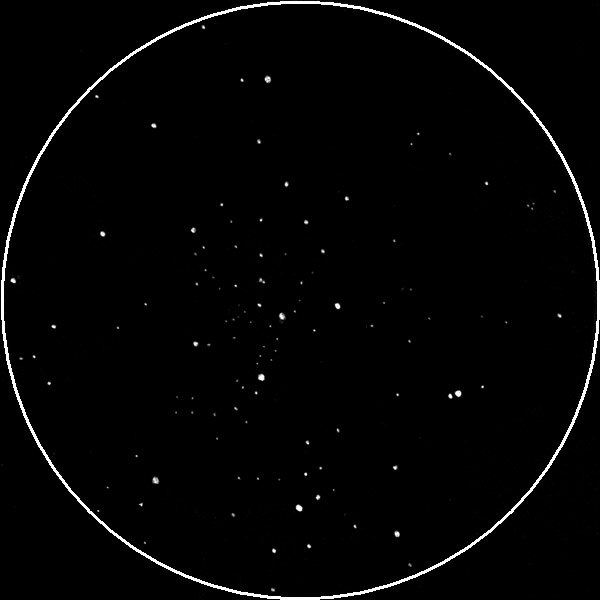
مسیه ۲۵

مسیه ۲۵(به انگلیسی: Messier 25) یا آی‌سی ۴۷۲۵ یک خوشه ستاره‌ای باز در صورت فلکی کمان است که فاصله آن از زمین دو هزار سال نوری و قدر ظاهری آن ۴.۹ است.